# إدي جونز (فنان)
إدي جونز (بالإنجليزية: Eddie Jones)‏ هو فنان بريطاني، ولد في 18 يناير 1935، وتوفي في 15 أكتوبر 1999.